# ハイメディック
株式会社ハイメディック（英称:Himedic, Inc.）は、会員制医療施設を運営し、会員制の総合メディカル倶楽部「グランドハイメディック倶楽部」を販売している日本の企業である（リゾートトラスト株式会社の100％子会社）。予防医学を主に専門としており、東名阪周辺に8ヶ所の検診拠点を持つ。東大病院や京大病院の敷地内にも検診施設がある。

## 概要
1994年に世界初の試みとしてPET(陽電子放射断層撮影装置)による画像診断を取り入れた高度先進検診施設「ハイメディック山中湖」を開設し、一般のがん検診では発見されることのなかったがんを検出するなど、初期がんの発見に数々の成果をあげた。その実績は世界的に評価され、先進の予防医療検診システムの代名詞として「山中湖方式」の名は、世界の検診医療施設のスタンダードとなっている。

## 施設数
2017年3月現在の施設数（開設順）。
- ハイメディック山中湖 山梨県
- ハイメディック大阪 大阪府
- ハイメディック東大病院 東京都
- ハイメディック・ミッドタウン 東京都
- ハイメディック東京ベイ画像センター 東京都
- ハイメディック東京ベイ 東京都
- ハイメディック京大病院 京都府
- ハイメディック名古屋 愛知県

## 山中湖方式
がんの早期発見に、PETやMRIなどの画像診断装置を取り入れ、従来では見過ごされがちだった微小な病変までもとらえる検診システムのこと。